# SN 2006gh
SN 2006gh – supernowa typu Ia odkryta 12 września 2006 roku w galaktyce A005446-0015. W momencie odkrycia miała maksymalną jasność 21,20m.